# Patrick Maugard
Pour les articles homonymes, voir Maugard.
Patrick Maugard, fondateur de l'Atelier Patrick Maugard, est un artisan français, l'un des derniers à façonner des outils à dorer le cuir entièrement faits à la main[réf. nécessaire], préservant ainsi la tradition du savoir-faire des métiers d'art.

## Biographie
Patrick Maugard est artisan graveur diplômé de l'école Boulle. Il a été élu Meilleur ouvrier de France en 2011 en gravure sur métal.
Son travail repose sur les techniques traditionnelles de la gravure au burin, de l’eau-forte, en creux ou en relief. Dans la gravure en taille d'épargne, l’artiste enlève toutes les parties qui ne doivent pas être reproduites. Ainsi, les parties dessinées, qui portent l’encre, se trouvent mises en relief. Au contraire, la gravure en creux au burin -ou taille douce- consiste à retirer le trait qui retiendra l'encre.
Il grave ainsi des plaques en cuivre ou en acier pour l'impression d'ex libris et de cartes de visites, des gravures héraldiques sur chevalières et sceaux, des décors sculptés en creux et reliefs pour l'Horlogerie Suisse.
Patrick Maugard a suivi quatre années de formation en gravure ornementale, adaptée à l’orfèvrerie, à la bijouterie, ainsi qu'à la restauration de décors d'horloges et de meubles Boulle. Après une année passée aux Beaux-Arts, il commence sa carrière chez Christofle comme graveur sur orfèvrerie, puis chez Arthus-Bertrand où il est amené à réaliser, entre autres, des épées d’académiciens. Quelques années plus tard, il conçoit des dessins et maquettes pour la joaillerie et la haute-couture : Cartier, Lanvin, Ungaro, Christian Lacroix, Jean Paul Gaultier.
Désirant exposer son art, il installe son atelier en 1997 Place St Sauveur à Dinan, et ce pendant plus de 15 ans.
En mars 2014, il rejoint le pôle Métiers d'Art de l'entreprise horlogère Vacheron Constantin en tant que graveur.
Depuis 2017 il enseigne la gravure au Campus Genevois de Haute Horlogerie, Branch of Richemont International à Meyrin. 